# Annevoie-Rouillon
Annevoie-Rouillon är en ort i Belgien.   Den ligger i provinsen Namur och regionen Vallonien, i den centrala delen av landet, 70 kilometer sydost om huvudstaden Bryssel. Annevoie-Rouillon ligger 114 meter över havet och antalet invånare är 691.
Terrängen runt Annevoie-Rouillon är platt västerut, men österut är den kuperad. Annevoie-Rouillon ligger nere i en dal. Runt Annevoie-Rouillon är det ganska tätbefolkat, med 75 invånare per kvadratkilometer.. Närmaste större samhälle är Namur, 13,3 kilometer norr om Annevoie-Rouillon. 
Omgivningarna runt Annevoie-Rouillon är en mosaik av jordbruksmark och naturlig växtlighet.